# Туктук

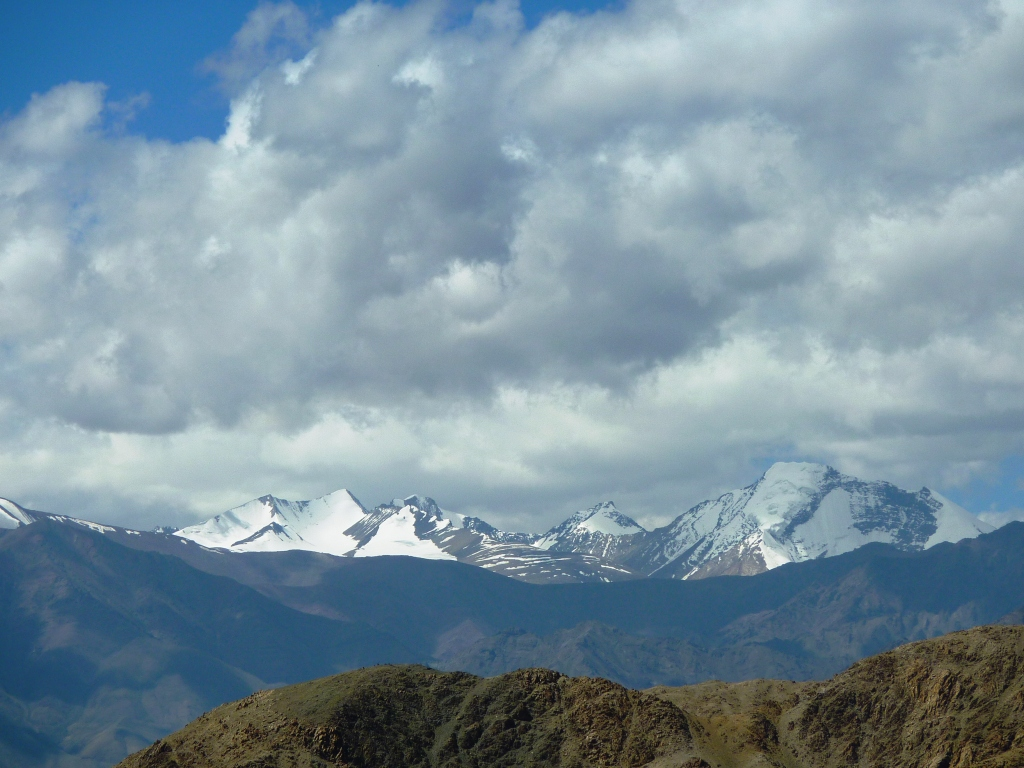
Вид гор из монастыря

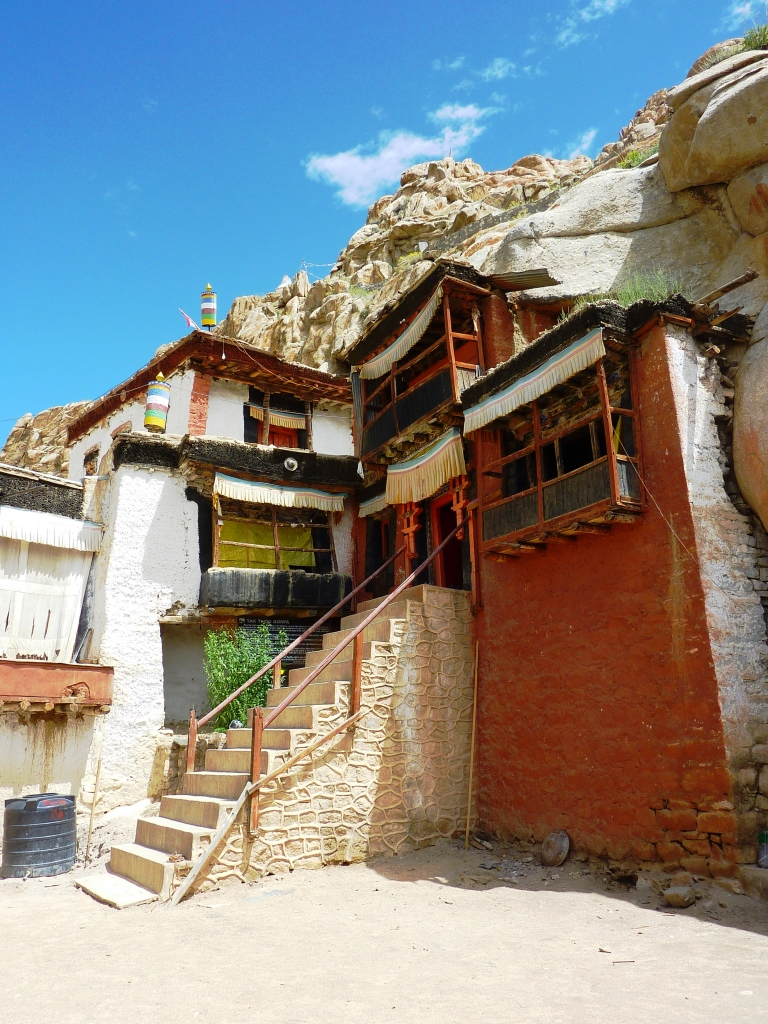
Вход в пещеру Гуру Ринпоче

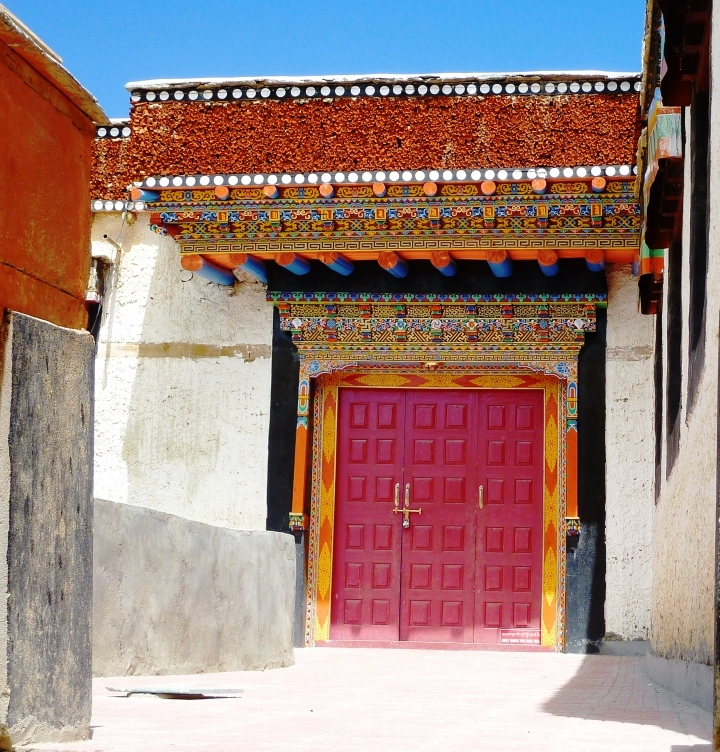
Ворота монастыря

Туктук, Тактхок (название на латинице — Takthok, Thag Thog или Thak Thak) — буддийский монастырь в деревне Сакти в Ладакхе, северная Индия, расположен в 46 км восточнее Леха. Название «Туктук» дословно означает «скала-крыша», так как одной из стен монастыря, а в некоторых местах и крышей, служит скала. Принадлежит школе Ньингма, здесь живут примерно 55 лам. Других ньингмасках монастырей в Ладакхе нет.
В середине 16 века, когда правил Цеванг Намгьял, был основан монастырь на том склоне, где, как говорили, Падмасамбхава медитировал в VII веке. Каждый год в 9-10 день шестого месяца тибетского календаря устраиваются священные танцы.

## Описание
Главный храм — очень тёмный с низким потолком, почерневшим от копоти ламп. Картины, украшающие стены, потемнели от времени, а пол липкий. В другой пещере расположена кухня, где в огромных печах можно приготовить еду для всех паломников, стекающихся на праздник. В последние годы праздник перенесли на лето, чтобы можно было размещать туристов. Зал собраний, или Дукханг (du-khang) имеет веранду, где изображены Четыре Владыки и несколько защитников. В дукханге статуи: Майтрея, Падмасамбхава и его проявление — Дордже Такпосал.

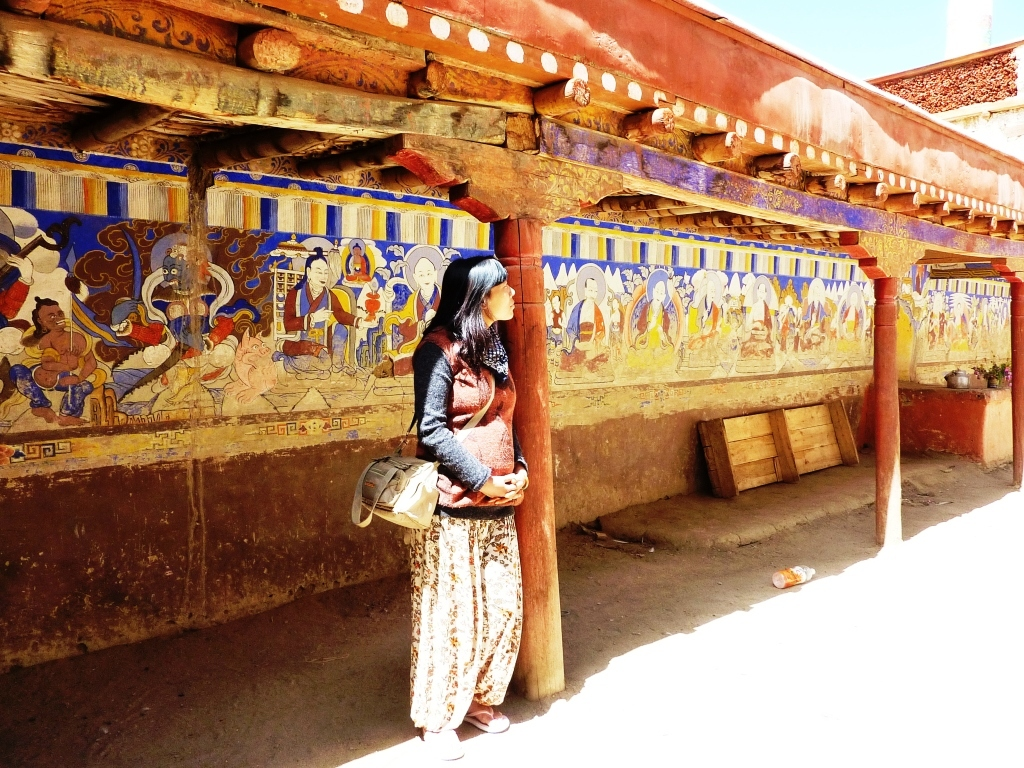
Древние фрески

Новый храм освятил Далай-лама XIV в 1980, он стоит ниже старой гомпы. На левой от трона стене этого храма изображён Падмасамбхава, а в другом месте Шакьямуни. Слева от центрального двора находится пещерный храм, а напротив него — изображения Падмасамбхавы и Авалокитешвары. В маленькой пещере, около монастыря, три года медитировал Падмасамбхава. 108 томов Канджура хранятся в монастыре.